# Větrný mlýn (Mikulášovice)
Větrný mlýn holandského typu stál nedaleko Mikulášovic. Byl založen roku 1725, budova zanikla v roce 1955.

## Historie
Větrný mlýn na vrchu Větrník (484 m) v horních Mikulášovicích měl být podle tradice postaven roku 1555. První dřevěný větrný mlýn však vznikl roku 1709, ale již v roce 1713 jej zničila silná bouře. Zděnou stavbu mlýna (pozdější čp. 665) nechal postavit v roce 1725 mlynář Anton Heine. V roce 1875 byla činnost mlýna ukončena a jeho budova byla přestavěna na výletní hostinec. V blízkosti mlýna stál obytný dům čp. 85 a studna. Hostinec střídal často majitele. Zbytky mlýna byly odstřeleny v létě roku 1955 poté, co se část zchátralé budovy zřítila. Poslední zbytky zdí byly odstraněny na počátku 21. století.

## Popis
Podoba mlýna je dochovaná na dobové pohlednici z počátku 20. století, kdy mlýn fungoval jako zájezdní hostinec. Mlýn měl válcovou patrovou zděnou věž, na niž nasedala užší kamenná část druhého nadzemního patra, která byla oddělena římsou. Průměr kamenného válce byl cca 10 m, stěny silné asi 1,5 m. V kuželové otočné střeše byl čtyřkřídlý větrník.